# Devon Gummersall
Devon Gummersall (* 15. Oktober 1978 in Durango, Colorado) ist ein US-amerikanischer Schauspieler.

## Leben
Devon Ryan Gummersall wurde in Durango geboren. Er ist der Sohn des Künstlers C. Gregory Gummersall. Im Alter von 10 Jahren begann er mit dem Schauspielen. Seinen ersten Auftritt hatte er 1992 als Billy in Eine starke Familie. Für seine Darstellung des Brian Krakow in Willkommen im Leben erhielt er 1994 eine Nominierung für den Young Artist Award als bester jugendlicher Schauspieler in einer Dramaserie. 1999 spielte er Larry Jobs in Ich liebe Dick. 2001 war er als Sean DeLuca in der Fernsehserie Roswell zu sehen. 2007 hatte er einen Auftritt in der Fernsehserie 24. Im selben Jahr heiratete Gummersall die Schauspielerin Majandra Delfino. Das Paar wurde 2008 geschieden.
Von 2009 bis 2010 war Gummersall in zwei Folgen der Fernsehserie Drop Dead Diva zu sehen.
Sein Debüt als Regisseur hatte Gummersall 2013 mit dem Film Low Fidelity.
Gummersall arbeitete als Drehbuchautor für Marshall Herskovitz und Edward Zwicks Internetserie Quarterlife, die auf Myspace gezeigt wurde.

## Filmografie
- 1992: Eine starke Familie (Fernsehserie, 1 Folge)
- 1993: Alle meine Kinder (Fernsehserie, 1 Folge)
- 1993: Blossom (Fernsehserie, 1 Folge)
- 1993: Dr. Quinn – Ärztin aus Leidenschaft (Fernsehserie, 2 Folgen)
- 1993: Eine Familie namens Beethoven
- 1994: My Girl 2 – Meine große Liebe
- 1994–1995: Willkommen im Leben (Fernsehserie, 19 Folge)
- 1995: Claudia und das Geheimnis des Engels (Fernsehfilm)
- 1995: Überleben in L.A. – Zahl für meinen Körper (Fernsehfilm)
- 1996: Independence Day
- 1996: Junge Schicksale (Fernsehserie, 1 Folge)
- 1996: It's My Party
- 1996: Jimmys Tod – Und was kam danach? (Fernsehfilm)
- 1996–1997: Beziehungsweise (Fernsehserie, 17 Folgen)
- 1997: Do Me a Favor
- 1997: C-16: Spezialeinheit FBI (Fernsehserie, 1 Folge)
- 1998: The Sound of War – Wenn Helden sterben (Fernsehfilm)
- 1998: Felicity (Fernsehserie, 5 Folgen)
- 1999: Ich liebe Dick
- 1999: Student Affairs (Fernsehfilm)
- 1999: Little Savant
- 2000: Men Named Milo, Women Named Greta (Kurzfilm)
- 2000: Lured Innocence
- 2000: The Young Unknowns
- 2000: Wind River
- 2000–2001: Auf der Flucht – Die Jagd geht weiter (Fernsehserie, 4 Folgen)
- 2001: Noch mal mit Gefühl (Fernsehserie, 1 Folge)
- 2001: Seven and a Match
- 2001: Frauenpower (Fernsehserie, 1 Folge)
- 2001: Roswell (Fernsehserie, 8 Folgen)
- 2001: Spinnen des Todes (Fernsehfilm)
- 2002: The Anarchist Cookbook
- 2002: Never Get Outta the Boat
- 2002: Homeward Bound (Fernsehfilm)
- 2003: Twilight Zone (Fernsehserie, 1 Folge)
- 2003–2009: CSI – Den Tätern auf der Spur (Fernsehserie, 2 Folgen)
- 2004: Tru Calling – Schicksal reloaded! (Fernsehserie, 1 Folge)
- 2004: Without a Trace – Spurlos verschwunden (Fernsehserie, 1 Folge)
- 2004: The L Word – Wenn Frauen Frauen lieben (Fernsehserie, 4 Folgen)
- 2004: Dead & Breakfast
- 2004: Monk (Fernsehserie, St 3 Folge 5 Monk hilft der Mafia)
- 2005: McBride: The Chameleon Murder (Fernsehfilm)
- 2005: Unscripted (Fernsehserie, 1 Folge)
- 2005: Reeker
- 2007: 24 (Fernsehserie, 1 Folge)
- 2007: Drive (Fernsehserie, 1 Folge)
- 2007: State of Mind (Fernsehserie, 8 Folgen)
- 2007: Captain Titan's Special G (Kurzfilm)
- 2007: Criminal Intent – Verbrechen im Visier (Fernsehserie, 1 Folge)
- 2008: Broken Windows
- 2008: CSI: NY (Fernsehserie, 1 Folge)
- 2009: The Forgotten – Die Wahrheit stirbt nie (Fernsehserie, 1 Folge)
- 2009: Private Practice (Fernsehserie, 1 Folge)
- 2009: I Have It (Kurzfilm)
- 2009–2010: Drop Dead Diva (Fernsehserie, 2 Folgen)
- 2010: Castle (Fernsehserie, 1 Folge)
- 2010: The Gates (Fernsehserie, 2 Folgen)
- 2010–2012: Man-Teen (Fernsehserie, 5 Folgen)
- 2011: Fairly Legal (Fernsehserie, 1 Folge)
- 2011: Low Fidelity
- 2013: The Gelephant (Kurzfilm)
- 2014: The Mentalist (Fernsehserie, 1 Folge)
- 2015: Mad Men (Fernsehserie, 1 Folge)
- 2016: Criminal Minds (Fernsehserie, 1 Folge)